# Szalanda

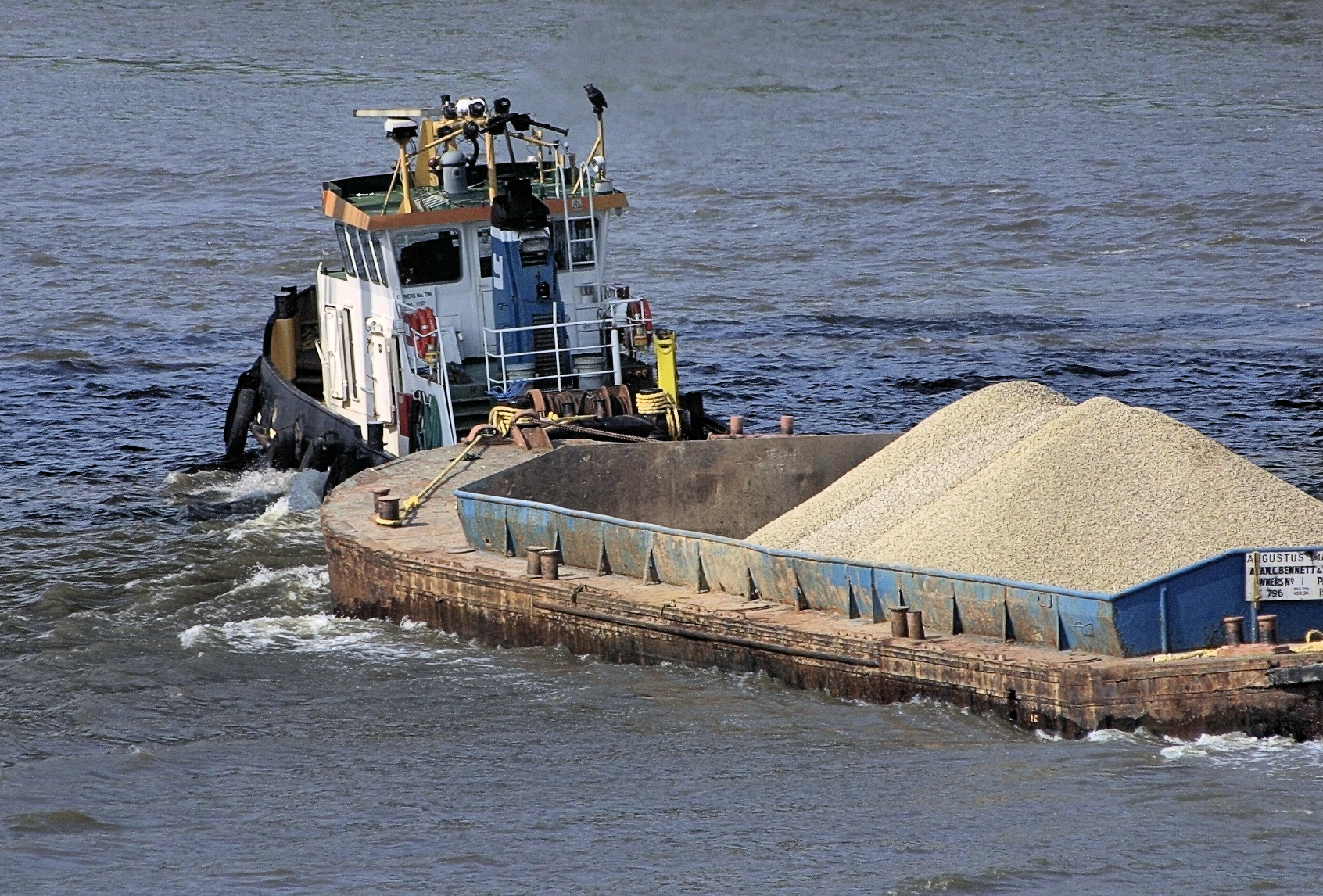
Szalanda.

Szalanda – rodzaj statku, służący do przewozu urobku wydobytego przez pogłębiarki. 
Cechą charakterystyczną jest to, że szalandy mają możliwość samodzielnego i szybkiego rozładunku przez otwarcie klap w dnie lub burtach. Powoduje to wypadnięcie ładunku (kilkaset a nawet kilka tysięcy ton w ciągu kilku- kilkunastu sekund).
Na wodach płytkich stosuje się szalandy bocznoklapowe, a na głębokich - dennoklapowe.